# 大河内輝剛

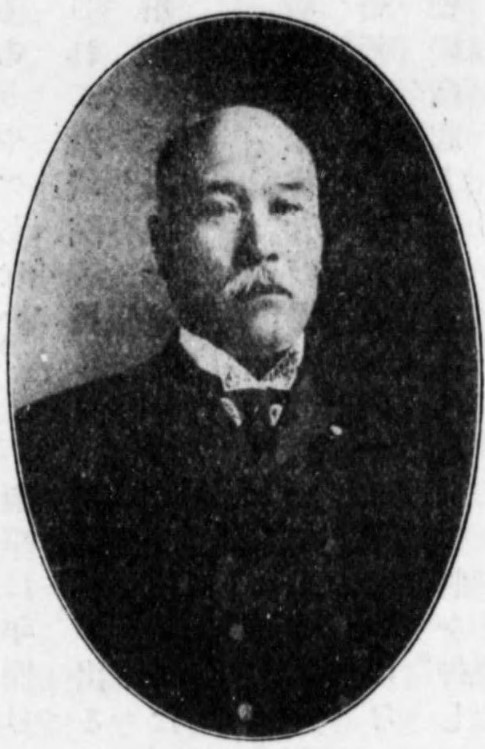
大河内輝剛

大河内 輝剛（おおこうち てるたけ、1855年1月16日（安政元年11月28日） - 1909年（明治42年）10月9日）は、日本の明治期の教育者、実業家、衆議院議員、歌舞伎座社長。勲六等。大河内子爵家の一族。

## 経歴
高崎藩主・松平輝聴の次男として生まれる。1871年（明治4年）頃、藩士宮部譲らと共に脱藩し鹿児島に行こうとしたが、江戸で藩兵に捕らえられ、高崎に護送されて城外の威徳寺に幽閉される。1872年（明治5年）3月〜11月東京の尺振八に就き英学修業。1873年（明治6年）1月〜翌年5月横浜在留米国人に就き英語学修業。1874年（明治7年）11月慶應義塾に入塾、1879年（明治12年）7月に学科卒業。1880年（明治13年）1月〜1882年（明治15年）7月工部大学校の英国人教師に就き英語学を修業。1883年（明治16年）〜1885年（明治18年）英国人ロイド氏に就き英学修業。併行して1881年（明治14年）3月〜1883年（明治16年）8月には慶応義塾幹事、1884年（明治17年）1月からは同塾教員を依託された。
1887年（明治20年）4月、広島県尋常師範学校校長に任命され、1892年（明治25年）6月24日に辞職。同年に日本郵船会社勤務。近藤廉平の代理として大本営の御用を務める。1896年（明治29年）イギリス、ドイツなどを視察。1902年（明治35年）に衆議院議員に当選（以後当選2回）。1906年（明治39年）に歌舞伎座社長となるが、在任中に胃癌のため死去。墓所は青山霊園。